# Hans Robert Viktor Buch
 Hans Robert Viktor Buch (4 de octubre de 1883-25 de abril de 1964) fue un explorador, botánico, médico, y etnógrafo finés.

## Biografía
Realizó expediciones botánicas por Finlandia, Francia, Noruega, España.
En 1922, obtuvo el doctorado en historia natural, por la Universidad de Helsinki, donde desarrolló su carrera científica y académica. Fue especialista, en particular del estudio de los musgos hepáticos. Sus obras principales se refieren a su morfología y fisiología, foto y hidrotropismo, bulbillos.
Su padre era el médico y etnólogo Max Buch (1850-1920) y su hermano el químico Kurt Buch (1881-1967).

## Obra
- 1951. Über die Flora und Vegetation Nordwest-Spaniens. 98 pp. ilus. 2 planchas

- 1945. Ueber die Wasser- und Mineralstoffversorgung der Moose, v. 1

- 1936. Suomen maksasammalet (Hepáticas de Finlandia) 116 pp.

- 1923. Die scapanien Nordeuropas und Sibiriens, Commentationes biologicae 1 & 2 (3-4)

- 1923. Über kutikula bewohnende Mikroorganismen der Lebermoose: vorläufige Mitteilung. Commentationes biologicae 1 & 5, 2 pp.

- Über die Brutorgane der Lebermoose, 1912
- La abreviatura «H.Buch» se emplea para indicar a Hans Robert Viktor Buch como autoridad en la descripción y clasificación científica de los vegetales.[5]